# Tribonium conspurcatum
Tribonium conspurcatum är en kackerlacksart som först beskrevs av Hermann Burmeister 1838.  Tribonium conspurcatum ingår i släktet Tribonium och familjen jättekackerlackor. Inga underarter finns listade i Catalogue of Life.